# Mihai Frățilă
Mihai Cătălin Frățilă (Alba Iulia, 10 dicembre 1970) è un vescovo cattolico rumeno.

## Biografia
Nasce il 10 dicembre 1970 ad Alba Iulia.
Studia teologia a Blaj, dal 1990 al 1991, e a Roma, dal 1991 al 1996, presso la Pontificia Università Urbaniana e la Pontificia Università Gregoriana grazie ad una borsa di studio. L'11 agosto 1996 è ordinato sacerdote.
Nel 1998 consegue presso l'Istituto Cattolico di Parigi la specializzazione in teologia liturgica.
Il 27 ottobre 2007 è nominato vescovo ausiliare di Făgăraș e Alba Iulia, titolare di Nove, ricevendo la consacrazione episcopale il successivo 16 dicembre per le mani dell'arcivescovo maggiore della Chiesa greco-cattolica rumena Lucian Mureșan.
Il 29 maggio 2014 è nominato primo eparca di San Basilio Magno di Bucarest.

## Genealogia episcopale e successione apostolica
La genealogia episcopale è:
- Cardinale Scipione Rebiba
- Cardinale Giulio Antonio Santori
- Cardinale Girolamo Bernerio, O.P.
- Arcivescovo Galeazzo Sanvitale
- Cardinale Ludovico Ludovisi
- Cardinale Luigi Caetani
- Cardinale Ulderico Carpegna
- Cardinale Paluzzo Paluzzi Altieri degli Albertoni
- Papa Benedetto XIII
- Papa Benedetto XIV
- Cardinale Enrico Enriquez
- Arcivescovo Manuel Quintano Bonifaz
- Cardinale Buenaventura Córdoba Espinosa de la Cerda
- Cardinale Giuseppe Maria Doria Pamphilj
- Papa Pio VIII
- Papa Pio IX
- Cardinale Raffaele Monaco La Valletta
- Cardinale Francesco Satolli
- Cardinale Dennis Joseph Dougherty
- Arcivescovo Gerald Patrick Aloysius O'Hara
- Vescovo Joseph Schubert
- Cardinale Alexandru Todea
- Cardinale Lucian Mureșan
- Vescovo Mihai Cătălin Frățilă

La successione apostolica è:
- Vescovo Dīmītrios Salachas (2008)